# Себурчин
Себурчин (пол. Sieburczyn) — село в Польщі, у гміні Візна Ломжинського повіту Підляського воєводства.
Населення — 107 осіб (2011).
У 1975-1998 роках село належало до Ломжинського воєводства.

## Демографія
Демографічна структура станом на 31 березня 2011 року:
|          | Загалом | Допрацездатний вік | Працездатний вік | Постпрацездатний вік |
| -------- | ------- | ------------------ | ---------------- | -------------------- |
| Чоловіки | 58      | 12                 | 37               | 9                    |
| Жінки    | 49      | 9                  | 25               | 15                   |
| Разом    | 107     | 21                 | 62               | 24                   |